# Armenschule
Armenschulen waren zuerst im 16. Jahrhundert gegründete Bildungseinrichtungen für Kinder aus armen Familien. Das Schulgeld entfiel für mittellose Eltern. Die Schulen wurden entweder privat oder staatlich finanziert.
In katholischen Ländern waren sie sehr oft religiösen Ordensgemeinschaften unterstellt. Mit der Einführung der allgemeinen Schulpflicht verloren viele von ihnen wegen der kostenlosen Volksschulen die Existenzberechtigung. Bekannte Armenschulen waren die Franckeschen Stiftungen, die Schulen nach den didaktischen Prinzipien von Pestalozzi und die Wehrli-Schulen. In England existierten die sogenannten Lumpenschulen.

## In Berlin
In Alt-Berlin wurden die ersten Schulen von den katholischen Kirchen (Parochialschulen) unterhalten, daneben entwickelten sich Privatschulen und von Vereinen organisierte Bildungseinrichtungen (Erwerbsschulen, Sonntagsfreischulen) sowie von den jeweiligen Herrschern eingerichtete Schulen, die einen öffentlichen Charakter hatten.
In den verschiedenen Schulen erlernten die Kinder der Einwohner das Lesen, Schreiben, Rechnen, Gesang und Religion.
Nach der Etablierung kommunaler Armenkommissionen kümmerten sich diese um die Grundbildung der Kinder der ärmsten Bevölkerungsschichten. Die damit zusammenhängende Eröffnung von Armenschulen, die einklassig aber für beide Geschlechter zugelassen waren, bedeutete eine wesentliche Verbesserung der Lebenssituation vieler Familien. Insbesondere hat sich der Rathmann in Berlin und Assessor im Königlichen Armendirektorium Stanislaus Rücker (* 17. Dezember 1649–14. April 1734) um das Armen-Schulwesen in der Stadt verdient gemacht. Nachdem er zwei Bauflächen gekauft und darauf je eine evangelisch-lutherische Schule eingerichtet hatte, bestimmte er in seinem Vermächtnis, dass die Schulen jeweils Eigentümer der Immobilie werden und spendete darüber hinaus eine feste Summe für die Fortführung der Schulen, aus deren Zinsen außerdem die Schulmittel angeschafft werden sollten. In den Schulhäusern gab es die Schulstube für den Unterricht, eine Stube und zwei Kammern waren als Wohnung des Schulhalters vorgesehen. Einnahmen seien durch die Vermietung der sonstigen Räumlichkeiten zu erzielen und für die Schule zu verwenden. Im Jahr 1768 ging die Aufsicht über die Rückerschen Schulen auf die Königliche Armenkommission über, 1825 wurde die Stadtverwaltung Aufseher der Rückerschen Armenschulen, die eine (in der Landsberger Straße) wurde dann als Zweiklassenschule weitergeführt, die als Neuerung Handarbeitsunterricht erteilte (Stricken, Stopfen, Nähen, Wäschezeichnen). Sie erhielt später die Bezeichnung 11. Gemeindeschule, im Jahr 1900 feierte sie ihr 75-jähriges Bestehen.